# Coppa Italia di ciclismo 2015
La Coppa Italia – Campionato Italiano a Squadre 2015 è la nona edizione del circuito organizzato dalla Lega del Ciclismo Professionistico.
Il calendario è composto da tutte le prove italiane di classe HC e 1 incluse nel UCI Europe Tour 2015.
Oltre alla principale classifica a squadre, anche quest'anno sono previste una classifica individuale e una classifica giovani dedicata agli Under-25.
Vincendo la Coppa Italia, la Southeast Pro Cycling Team si è aggiudicata il diritto di partecipare al Giro d'Italia 2016.

## Squadre
Le squadre che vi partecipano sono sette.
- Androni Giocattoli-Sidermec
- Bardiani-CSF
- Colombia
- Lampre-Merida

- MTN-Qhubeka
- Nippo-Vini Fantini
- Southeast Pro Cycling Team

## Calendario
Gli organizzatori hanno inserito 18 prove.
| #  | Data         | Evento                                     | Cat. | Vincitore       | Squadra          | Leader della Cl. italiana | Squadra leader della Cl. italiana |
| -- | ------------ | ------------------------------------------ | ---- | --------------- | ---------------- | ------------------------- | --------------------------------- |
| 1  | 8 febbraio   | GP Costa degli Etruschi (2015)             | 1.1  | Manuel Belletti | Southeast        | Manuel Belletti           | Southeast                         |
| 2  | 19 febbraio  | Trofeo Laigueglia (2015)                   | 1.HC | Davide Cimolai  | Lampre-Merida    | Davide Cimolai            | Lampre-Merida                     |
| 3  | 7 marzo      | Strade Bianche (2015)                      | 1.HC | Zdeněk Štybar   | Etixx-Quick Step | Davide Cimolai            | Lampre-Merida                     |
| 4  | 19 marzo     | GP Nobili Rubinetterie (2015)              | 1.HC | Giacomo Nizzolo | Trek Factory     | Oscar Gatto               | Southeast                         |
| 5  | 26-29 marzo  | Settimana Coppi e Bartali (2015)           | 2.1  | Louis Meintjes  | MTN-Qhubeka      | Louis Meintjes            | MTN-Qhubeka                       |
| 6  | 21-24 aprile | Giro del Trentino (2015)                   | 2.HC | Richie Porte    | Team Sky         | Louis Meintjes            | MTN-Qhubeka                       |
| 7  | 26 aprile    | Giro dell'Appennino (2015)                 | 1.1  | Omar Fraile     | Caja Rural       | Louis Meintjes            | MTN-Qhubeka                       |
| 8  | 19 luglio    | Trofeo Matteotti (2015)                    | 1.1  | Evgenij Šalunov | Lokosphinx       | Louis Meintjes            | Southeast                         |
| 9  | 16 settembre | Coppa Agostoni - Giro delle Brianze (2015) | 1.1  | Davide Rebellin | CCC              | Louis Meintjes            | Southeast                         |
| 10 | 17 settembre | Coppa Bernocchi (2015)                     | 1.1  | Vincenzo Nibali | Astana           | Louis Meintjes            | Southeast                         |
| 11 | 19 settembre | Memorial Marco Pantani (2015)              | 1.1  | Diego Ulissi    | Italia           | Louis Meintjes            | Southeast                         |
| 12 | 20 settembre | GP Industria e Commercio di Prato (2015)   | 1.1  | Daniele Bennati | Italia           | Vincenzo Nibali           | Southeast                         |
| 13 | 30 settembre | Tre Valli Varesine (2015)                  | 1.HC | Vincenzo Nibali | Astana           | Vincenzo Nibali           | Southeast                         |
| 14 | 1 ottobre    | Milano-Torino (2015)                       | 1.HC | Diego Rosa      | Astana           | Vincenzo Nibali           | Southeast                         |
| 15 | 2 ottobre    | Giro del Piemonte (2015)                   | 1.HC | Jan Bakelants   | AG2R             | Vincenzo Nibali           | Southeast                         |
| 16 | 8 ottobre    | GP Peccioli - Coppa Sabatini (2015)        | 1.1  | Eduard Prades   | Caja Rural       | Vincenzo Nibali           | Southeast                         |
| 17 | 10 ottobre   | Giro dell'Emilia (2015)                    | 1.HC | Jan Bakelants   | AG2R             | Damiano Cunego            | Southeast                         |
| 18 | 11 ottobre   | GP Bruno Beghelli (2015)                   | 1.HC | Sonny Colbrelli | Bardiani-CSF     | Sonny Colbrelli           | Southeast                         |

## Classifiche
Risultati finali.
| Pos. | Corridore       | Squadra      | Punti |
| ---- | --------------- | ------------ | ----- |
| 1    | Sonny Colbrelli | Bardiani     | 194   |
| 2    | Damiano Cunego  | Nippo-Vini   | 194   |
| 3    | Simone Ponzi    | Southeast    | 192   |
| 4    | Vincenzo Nibali | Astana       | 181   |
| 5    | Giacomo Nizzolo | Trek         | 143   |
| 6    | Davide Rebellin | CCC          | 130   |
| 7    | Manuel Belletti | Southeast    | 124   |
| 8    | Louis Meintjes  | MTN-Qhub.    | 117   |
| 9    | Diego Rosa      | Astana       | 108   |
| 10   | Oscar Gatto     | Androni Gio. | 107   |

| Pos. | Corridore Under-25 | Squadra      | Punti |
| ---- | ------------------ | ------------ | ----- |
| 1    | Louis Meintjes     | MTN-Qhub.    | 117   |
| 2    | Andrea Fedi        | Southeast    | 91    |
| 3    | Niccolò Bonifazio  | Lampre-Mer.  | 69    |
| 4    | Simone Petilli     | Unieuro-Wil. | 61    |
| 5    | Jan Polanc         | Lampre-Mer.  | 36    |
| 6    | Iuri Filosi        | Nippo-Vini   | 24    |
| 7    | Luca Wackermann    | Southeast    | 24    |
| 8    | Alberto Bettiol    | Cannondale   | 23    |
| 9    | Merhawi Kudus      | MTN-Qhub.    | 19    |
| 10   | Oliviero Troia     | Italia       | 18    |

| Pos. | Squadra                     | Punti |
| ---- | --------------------------- | ----- |
| 1    | Southeast Pro Cycling Team  | 565   |
| 2    | MTN-Qhubeka                 | 491   |
| 3    | Androni Giocattoli-Sidermec | 474   |
| 4    | Bardiani-CSF                | 437   |
| 5    | Nippo-Vini Fantini          | 326   |
| 6    | Colombia                    | 298   |
| 7    | Lampre-Merida               | 252   |